# Angraeorchis
× Angraeorchis, abreviado Angchs en el comercio, es un híbrido intergenérico entre los géneros de orquídeas Angraecum × Cyrtorchis. Fue publicado en Orchid Rev. 82(872) cppo: 7 (1974).